# Diosaccus dentatus
Diosaccus dentatus är en kräftdjursart som först beskrevs av Thompson och Scott 1903.  Diosaccus dentatus ingår i släktet Diosaccus och familjen Diosaccidae. Inga underarter finns listade i Catalogue of Life.